# Acetylkolin
Den kemiske komponent acetylkolin (ACh) er en neurotransmitter i det perifere nervesystem (PNS) og i centralnervesystemet (CNS) i mange organismer inklusive mennesket. Acetylkolin er en af mange neurotransmittere i det autonome nervesystem (ANS) og er den eneste neurotransmitter i det somatiske nervesystem. Det er også neurotransmitteren i alle autonome ganglier.

## Acetylkolin ognikotin
Nikotin ligner acetylcholin i centralnervesystemet. Ved rygning reagerer systemer i hjernen på nikotin, på samme måde som på acetylcholin, grundet den kemiske lighed. 
| Anatomi | Spire Denne artikel om anatomi er en spire som bør udbygges. Du er velkommen til at hjælpe Wikipedia ved at udvide den. |